# Берберюст-Льяс
Берберю́ст-Льяс (фр. Berbérust-Lias, окс. Berberust e Liàs) — коммуна во Франции, находится в регионе Юг — Пиренеи. Департамент — Верхние Пиренеи. Входит в состав кантона Лурд-Эст. Округ коммуны — Аржелес-Газост.
Код INSEE коммуны — 65082.

## География

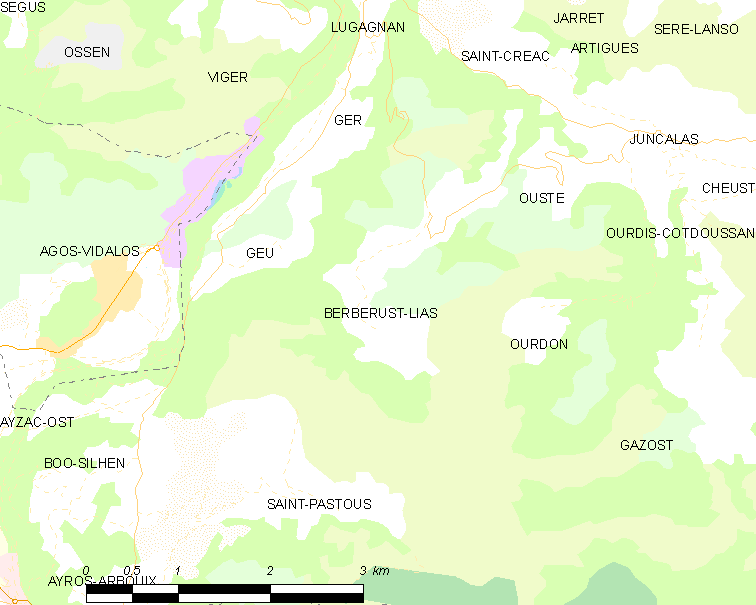
Карта коммуны

Коммуна расположена приблизительно в 680 км к югу от Парижа, в 135 км юго-западнее Тулузы, в 23 км к югу от Тарба.
Коммуна расположена в долине Кастеллубон.

## Климат
Климат умеренно-океанический с солнечной тёплой погодой и обильными осадками на протяжении практически всего года.

## Население
Население коммуны на 2010 год составляло 56 человек.
| 1962 | 1968 | 1975 | 1982 | 1990 | 1999 | 2010 |
| ---- | ---- | ---- | ---- | ---- | ---- | ---- |
| 93   | 69   | 58   | 54   | 48   | 40   | 56   |

## Администрация
| Период | Период | Фамилия        | Партия       | Примечания |
| ------ | ------ | -------------- | ------------ | ---------- |
| 2001   | 2020   | Робер Сюберказ | беспартийный |            |

## Экономика
В 2010 году среди 35 человек трудоспособного возраста (15-64 лет) 20 были экономически активными, 15 — неактивными (показатель активности — 57,1 %, в 1999 году было 84,0 %). Из 20 активных жителей работали 19 человек (12 мужчин и 7 женщин), безработным был 1 мужчина. Среди 15 неактивных 1 человек был учеником или студентом, 10 — пенсионерами, 4 были неактивными по другим причинам.